# Mauritisch-osttimoresische Beziehungen
Die Mauritisch-osttimoresischen Beziehungen beschreiben das zwischenstaatliche Verhältnis zwischen Mauritius und Osttimor. 
Osttimor und Mauritius nahmen am 20. März 2003 diplomatische Beziehungen auf. Beide Staaten gehören zur Gruppe der 77, zur Organisation Afrikanischer, Karibischer und Pazifischer Staaten und zur Bewegung der Blockfreien Staaten. Die beiden Staaten verfügen über keine diplomatische Vertretungen im jeweils anderen Land. Für 2018 gibt das Statistische Amt Osttimors keine Handelsbeziehungen zwischen Osttimor und Mauritius an.